# 遙かなる時空の中で3
『遙かなる時空の中で3』（はるかなるときのなかで3）は、コーエー（後のコーエーテクモゲームス）のルビー・パーティーブランドによる女性向け恋愛アドベンチャーゲーム。

## 概要
2004年12月22日にPlayStation 2用ソフトとして発売。
前作より約100年後の世界が舞台。前作は院政期を模して作られたが、本作は源平合戦の時代を舞台に作られている。
「運命上書き」という過去をやり直せるシステムの採用、歴史上の人物を中心に展開するストーリー、恋愛EDに至るまでの個別ルート化、など前2作とは大きく異なった内容となっている。
外伝要素のあるファンディスクとして、2005年9月22日に『遙かなる時空の中で3 十六夜記』が発売、2006年3月23日に本編の大団円ED後の設定で現代を舞台にした『遙かなる時空の中で3 運命の迷宮（ラビリンス）』が発売された。
2007年12月28日に特別編のテレビアニメ『遙かなる時空の中で3 紅の月』がキッズステーションで放送された。
2010年1月3日に「遙かなる時空の中で3」最後のアニメとして『遙かなる時空の中で3 終わりなき運命』がAT-Xにて放送された。

## 作品一覧
遙かなる時空の中で3
2004年12月22日発売。PlayStation 2用ソフト。
遙かなる時空の中で3 十六夜記
2005年9月22日発売。PS2用ソフト。
遙かなる時空の中で3 運命の迷宮（ラビリンス）
2006年3月23日発売。PS2用ソフト。
遙かなる時空の中で3 with 十六夜記 愛蔵版
2009年3月19日発売。PlayStation Portable用ソフト。PS2版『遙かなる時空の中で3』と『十六夜記』を1本にまとめ、新要素を追加してPSPに移植。
遙かなる時空の中で3 運命の迷宮 愛蔵版
2009年10月22日発売。PSP用ソフト。PS2版『遙かなる時空の中で3 運命の迷宮』に新規イベントを追加してPSPに移植。
遙かなる時空の中で3 Ultimate
2017年2月23日発売。PlayStation Vita用ソフト。PS2版『遙かなる時空の中で3』、『十六夜記』、PSP版『遙か3 with 十六夜記 愛蔵版』の内容を1本にまとめ、PS Vitaでリメイクしたもの。フルボイス化され、新規イベントスチルも追加される。

## ストーリー
ある雨が降る冬の日。学校で風変わりな姿の少年と出会った主人公は、その場に偶然居合わせた幼馴染の同級生・有川将臣とその弟・有川譲と共に、平安時代末期に似た異世界へと飛ばされてしまう。時は正に源平合戦の真っ只中。だが、この世界で源頼朝率いる源氏と戦をする平家は、既に死んだはずの平重盛が率いており、さらに、源氏に勝つために怨霊を生み出していた。主人公は、自分が怨霊を封印する力を持つ「白龍の神子」であり、怨霊を封じて龍神の力を高めなければ元の世界へは帰れない、と知らされ、源氏と共に行動することとなる。

## ゲームシステム

### 『遙かなる時空の中で3』
前作の『遙かなる時空の中で』および『遙かなる時空の中で2』との大幅な違いは、以下の点が見られる。
運命上書きシステム
主人公は、ゲーム中に白龍から時空を越える力を授かることができ、この力により今までに経験した章の冒頭に遡ることができる。また特定のルートでは、主人公の意思と関係なく、さらに過去の時空へと飛ばされることもある。
運命を上書きすると、表示される選択肢の内容や数が変化し、選んだ結果次第で、特定の人物の行動や運命を変えることもできる。
絆の関
本作の仲間にも、攻略上突破する必要がある複数の心の壁が存在する。特定のイベントでそれらを解放し、信頼度を順に満たしていかないと、最大の信頼は得られなくなっている。
仲間の特技の習得
戦闘で敵を倒すと、倒した敵の属性によって、龍神の力を五行に割り振られた数値で取得可能。その数値は、主人公および同行中の仲間に分け与えることができ、これにより仲間は新たな特技を習得したり、既に習得している特技のレベルを上げることができる。レベルが高いほど、比例して効果も上がる。また、仲間の特技はマップ移動中と戦闘中しか使うことができない。
特技は攻撃系・攻撃支援系・回復系・移動中のみ恩恵を得られるものなど様々あり、どれも各々の性格や性質を表している。
戦闘や移動には直接関係ないが、主人公以外は「ささやき」という特技も覚えられる。
戦闘における円陣の採用
同行している仲間を、主人公を中心とした円陣に組ませることができる。最大で8人、主人公の周りに配置することが可能で、戦闘に参加できるのは主人公を含めて最大で4人。この円陣は戦闘時の自分のターンに回転させて、戦うキャラクターを交代させることができる。
戦闘中以外ならば、円陣の配置を変更することが可能。
主人公との合体技の他にも、主人公を除く戦闘に参加している仲間同士で、協力技が使える。
協力技と合体技
前述のように主人公と特定の仲間、または特定の仲間同士で、通常の攻撃よりも強力な技を使うことができる。
通常の協力技はそれぞれの五行の属性によって決まる。主人公との合体技に大きく関わるのが信頼度で、一定値に達していないと出すことができない。物語の進行によって習得する協力技もあり、それは特定の仲間同士でなければ発動しない。（協力技は『十六夜記』とのMIXJOY（後述）をしなければ使用不可）

### 『遙かなる時空の中で3 十六夜記』
『遙かなる時空の中で3』のシステムを引き継いだ上で、新たな追加要素が盛り込まれた。ただし、PS2の本ソフトだけで通常の恋愛EDを迎えられるのは、青龍の二人（有川将臣と源九郎義経）のみ。他キャラと迎えるには『遙かなる時空の中で3』とのMIXJOYが不可欠。
MIXJOY
『遙かなる時空の中で3』のゲームデータを引き継げるシステム（ただし、ゲーム起動ごとにのソフトの読み込みが必須）で、攻略可能キャラ全員との恋愛（友情）EDも十六夜EDも達成可能となる。また、MIXJOYをしなければ攻略できないキャラクターもいる。
蜜月
十六夜EDを迎える上で必要なパラメーター。特定イベントの成功により満ちていく。前述の絆の関と似ているが、こちらはさらに恋愛要素を重視しており、白龍や朔にはない。満たすヒントは、白龍と朔に「拠点」で会うと教えて貰える。

### 『遙かなる時空の中で3 運命の迷宮』
十六夜記とは別の追加要素が盛り込まれた。
鎌倉パートと迷宮パート
物語は、大きく分けて「鎌倉パート」と「迷宮パート」の二つを交互に進めていく。鎌倉パートでは、現代の鎌倉を移動しながら、必須イベントや恋愛イベントを起こす。迷宮パートでは、複雑に入り組む迷宮を探索しつつ、戦闘を繰り広げた先で目的を果たす。
携帯カメラ
現代に戻ってきた主人公が持っている、本作のアイテムの一つ。この撮影機能により、ゲーム中の一部を除く全ての場面で、いつでも自由に写真を撮ることが可能。
時の結晶
ゲーム内で手に入れられるアイテム。『遙かなる時空の中で3』『遙かなる時空の中で3 十六夜記』のセーブデータがあれば二つの恋愛(やその他諸々の)イベントを観覧する事も可能(ディスク入れ替えの必要はない)

## 登場人物

### 主人公
春日望美（かすが のぞみ）
声 - 川上とも子
白龍の神子。17歳（誕生日設定によっては16歳）。身長: 160cm。五行属性：誕生日によって変化。象徴物：沙羅双樹（ナツツバキ）。イメージカラー：一斤染め。
現役女子高生で、シリーズ初の剣を持って戦う神子。その設定からか、従来の神子よりも凛として勇ましい。守られるだけでは無く自分が守ろうと考え、行動する。腰まで掛かるロングヘアー。性格は選択肢によって大幅に変わるが、基本的に明るく努力家で喜怒哀楽は年頃の少女そのもの。日本史はやや苦手らしい描写がある。また、料理もあまり得意ではない。一人っ子であり、自宅の部屋は可愛らしいインテリアになっている。どんな時にもくじけない強い心を持ち、相手を支え続ける優しさの持ち主。
デフォルトの名前の「望美」は「美しい望月（=満月）」を意味し、黒龍の神子である「朔（=新月）」と対になっている。
戦闘時は両刃タイプの細身の剣を使用。また、この剣は白龍が授けてくれたものである。

### 八葉
有川将臣（ありかわ まさおみ）
声 - 三木眞一郎
天の青龍。誕生日：8月12日。年齢：21歳。血液型：A型。身長：183cm。五行属性：木。八卦：巽。象徴物は泰山木。イメージカラー：赤紅。武器：大太刀。
天の白虎・有川譲の兄。主人公とは幼馴染で同級生だが、時空移動時に一人だけ逸れて3年前に飛ばされてしまい、平家に助けられていた。容姿が平重盛に似ていた彼は助けられた恩で還内府として平家に助力し、京の平家を日本の史実と同じ滅びの道を辿らせないよう尽力する。主人公と再会した時には21歳になっていた。
星の一族の末裔であり、自らの夢を主人公の夢と同期させたり、物品の授受を可能にする形で能力が顕現している。
大らかで面倒見がよく、義理堅い。立場上主人公たちと行動を共にする期間は短いが、その性格から仲間たちとの関係は良好。「ラッキー」「OK」などを頻繁に口にする癖がある。
運命の迷宮における彼は、21歳の姿のまま元の世界に戻ったため、高校を欠席している。運命の迷宮クリア後及び現代ED後に17歳の姿に戻る。
源九郎義経（みなもと の くろうよしつね）
声 - 関智一
地の青龍。誕生日：11月9日。年齢：22歳。血液型：O型。身長：179cm。五行属性：木。八卦：震。象徴物は桐。イメージカラーは瑠璃色。武器：太刀
鎌倉殿こと源頼朝の異母弟。幼名は牛若丸。周囲からは「九郎」と呼ばれている。慣れない相手には厳しい態度が目立つが、真っ直ぐで飾り気がなく、一度信頼した人物は疑わない性格をしている。
兄である頼朝を心から尊敬し、兄のため、源氏のために尽力している。その性格ゆえか、若干融通が利かないところもあるが、根は優しく素直な青年。剣術においてはリズヴァーンの弟子で主人公の兄弟子に当たる。主人公とは喧嘩をすることも多いが、内心では主人公の心配をしており気遣っている。また、成長をしていく主人公に少しずつ感心をするようにもなる。
運命の迷宮における彼は、現代に馴染むまで時間が掛かり、様々な文明の利器に驚き戸惑うことが多い。
剣の腕前は折り紙つきで、習得する特技も攻撃系に突出している。
ヒノエ
声 - 高橋直純
天の朱雀。誕生日：4月1日。年齢：17歳。血液型：B型。身長：170cm。五行属性：火。八卦：離。象徴物：紅花。イメージカラー：紅緋。武器：3枚の刃が付いたジャマダハル
熊野水軍に属している。軟派で女好き。主人公を「神子姫」と呼ぶこともある。八葉の中では二番目に若いが、先の先まで見据える大人びた少年で、冷静に判断を下す。明るく社交的な言動に、時折鋭い皮肉が混ざる。
熊野別当（神職）と熊野水軍頭領を兼任する者であり、本名は藤原湛増。豊かな情報網と人脈をもち、自ら各地に潜入して情報を探ることもある。
武蔵坊弁慶の甥で、平敦盛とは幼馴染。また源氏の姫を母に持つ彼は九郎の従兄弟にも当たるが、平家にも縁者がいる。その状況下において、源氏にも平家にもつかない言動が多いのは、彼が守るべき熊野の安寧を考えた結果の立ち振る舞いである。
運命の迷宮における彼は、京組の八葉の中でも早々に現代に馴染み、高い適応能力を発揮した。
武蔵坊弁慶（むさしぼう べんけい）
声 - 宮田幸季
地の朱雀。誕生日：2月11日。年齢：25歳。血液型：A型。身長：175cm。五行属性：土。八卦：坤。象徴物：紫陽花。イメージカラー：鶸萌黄。武器：薙刀。
源氏の軍師であり薬師。的確な意見で軍を導き、戦闘で負傷した兵士を救護する。今はたまたま九郎と知り合い、彼のもとで源氏として戦っているが、本当は戦が終わるのなら源氏と平家どちらが勝ってもいいと思っている。博識で常に笑みを絶やさず物腰穏やかだが、心の内を誰にも見せない。九郎の腹心で、戦友。特に家来と言うわけではない。藤原湛快の弟でヒノエの叔父。大量の本や巻物を昼夜問わずに読んでいたためか、少し視力が弱い。ヒノエと同じく女性に優しい。
黒龍の消滅にも関与しているが、朔はその事を知らない。天敵の平家の筆頭・清盛と面識があるのは、過去の潜入時に会っているためである。
彼の特技の中には、薬師らしく仲間を回復するものがある。
有川譲（ありかわ ゆずる）
声 - 中原茂
天の白虎。誕生日：7月17日。年齢：16歳。血液型：O型。身長：180cm。五行属性：金。八卦：乾。象徴物：菫。イメージカラー：青碧。武器：弓矢。
有川将臣の弟。弓道部所属。主人公の幼馴染で、幼い頃から主人公に片思いしている。しっかり者で心配性。少々口煩いが、主人公にはどこか甘いところもある。料理が得意で、異世界の京においても、現代の料理を難なく作れるほどの腕前を持つ。また味も一級品。歴代の天の白虎と同じく、彼も眼鏡を掛けている。ただ、視力が極度に悪いということはなく、裸眼でも0.6ほどはある。兄を持つという共通点がある為か、朔とは仲が良い。
星の一族の末裔であり、予知夢という形で能力が顕現している。歴代の星の一族と同じく、庭いじりが趣味。今は亡き祖母（異世界からやってきた一族の菫姫）の形見である宝玉を持っていた。
強くなって主人公を守ると決意し、弓の名手と謳われる那須与一に師事する。また戦場で扇の的を射落とす那須与一の役どころを、彼が担うことになる。
戦闘時は後方の敵にも攻撃ができる。また「お弁当」という全体回復の特技も魅力の一つ。
梶原景時（かじわら かげとき）
声 - 井上和彦
地の白虎。誕生日：3月5日。年齢：27歳。血液型：AB型。身長：186cm。五行属性：金。八卦：兌。象徴物：辛夷。イメージカラー：松葉色。武器：銃。
黒龍の神子・梶原朔の兄。源頼朝の腹心の部下であり、陰陽師にして源氏の軍奉行。やや軽薄で頼りないが、仲間思いで気配り上手。発明が好きで、時折傑作を生み出す。洗濯が好き。また彼が使役する式神は、サンショウウオなど、少し動きが鈍い。
仲間や母・妹を大事に思う反面、武家の者としての大義を重視しなくてはいけないジレンマがある。彼の主君はあくまでも源頼朝であり、九郎ではないことが、後々まで大きく影響する。頼朝に従うように、その妻である北条政子にも忠実に従う。鎌倉の実家で暮らす母と、尼僧として鎌倉の管理下にある妹の朔は、事実上頼朝に人質に捕られている状況（当の二人は気づいていない）。家族の安全を守るためにも、彼は主夫妻に逆らえず、命が下れば九郎や主人公をも攻撃する。
十六夜記ではある出来事により一度宝玉を失う。
運命の迷宮における彼は、現代の発展ぶりに発明好きの一面を大いに刺激され、存分に楽しみ、様々なものに興味を示す。
戦闘時は自作銃で敵を撃ち、また陰陽術を掛けて攻撃する。譲同様、後方の敵も狙える。
平敦盛（たいら の あつもり）
声 - 保志総一朗
天の玄武。誕生日：5月28日。年齢：18歳。血液型：A型。身長：165cm。五行属性：水。八卦：坎。象徴物：敦盛草。イメージカラー：蘇芳。武器：杖
平家の公達。平清盛の甥に当たり平経正の弟。口数が少なくつつましい。「青葉」という横笛を大切にしている。ヒノエとは幼馴染。また武蔵坊弁慶、有川将臣とも面識がある。控えめな性格だが、いざという時の行動力は勇ましい。
平家によって最初に生み出された怨霊であり、その事実に後ろめたさを感じ、また同族の平家と戦うことにも苦悩する。本来は巨大で禍々しい角の生えた水虎と呼ばれる異形の姿をしているが、鎖で自分を戒め、人間の形を保っている。
一見非力な印象だが、秘めた力を解放した時の攻撃力はかなり高い。
運命の迷宮における彼は、短髪で生活し、迷宮探索時のみ結い上げた長髪に戻る。また、図書館で静かに過ごすことを好む。
リズヴァーン (Ridvan)
声 - 石田彰
地の玄武。誕生日：1月9日。年齢：34歳。血液型：B型。身長：193cm。五行属性：土。八卦：艮。象徴物：曼珠沙華。イメージカラー：梔子色。武器：シャムシール。
鞍馬山の天狗や鬼とも呼ばれている。鬼の一族で、九郎と主人公の剣の師匠。一見、寡黙で冷たい印象を受けるが、主人公を見守り、時には優しく時には厳しく指導する。シリーズに登場する鬼の一族が使う、姿を消したり一瞬で移動したりする能力（隠形）を使う。八葉最年長として終始落ち着いており、仲間達に様々な助言をする。
先を読んだ言動が多いのは主人公と同じく時空を越える能力を齎す逆鱗を持っているため。京の本来の時間軸では少年期だが、逆鱗を得ることになった事件で過去に跳躍した後、自らの意思で時空を戻らずに鍛錬を重ねながら成長したため、本来の年齢と作中の彼の実年齢とには大きな差が生じている。師匠として九郎に剣術を教え始めたのも、神子と出会うだろう未来を見通し、九郎の力も必要と考えたことがきっかけだった。
目の下から首まで覆い隠すマスクは、幼い頃に顔に負った大きな火傷を隠すためにつけている。
ゲーム中で特に使う描写はないが、足にも小さなナイフを所持している。

### 龍神関係者
白龍（はくりゅう）
声 - 成長前：大谷育江 / 成長後：置鮎龍太郎
身長：130cm（成長前）／185cm（成長後）。五行属性：火。象徴物：南蛮煙管（なんばんぎせる）。イメージカラー：瓶覗き。
主人公を召喚した龍神。力を失い、人の姿をしている。神子である主人公を一途に慕っている。成長前は、少女にも見える可愛らしい容姿で、言葉もたどたどしい。成長後は、八葉にも引けを取らない逞しく美しい青年になり、言葉遣いも流暢になる。
運命の迷宮における彼は、成長後の容姿で、中国服がモチーフの服を着用している。主人公の友人からは中華の王子様と呼ばれた。
戦闘では神力を飛ばすので後方の敵も攻撃可能。成長前と成長後では、能力値が変化する。
梶原朔（かじわら さく）
声 - 桑島法子
主人公の対となる黒龍の神子。誕生日：5月10日。年齢：18歳。血液型：AB型。身長：163cm。五行属性：水。象徴物：馬酔木（あせび）。イメージカラー：紺桔梗。武器：舞扇
梶原景時の妹。愛する黒龍が消滅したことを機に出家し、若い身ながら尼僧となる。異世界に迷い込んだ主人公に優しく様々なアドバイスをくれる、姉のような存在。前2作の黒龍の神子とは異なり、初めから主人公に親しく接している。
武家の娘としても優秀で、尼僧になったことを惜しまれた。
運命の迷宮における彼女は、着物姿のみだった京と比べ、洋服や水着など服装の変化が見られる。
戦闘では舞を舞うように華麗に敵を倒す。また、主人公に舞を教えるのも彼女。
黒龍（こくりゅう）
声 - 置鮎龍太郎
白龍と対の存在であるもう一体の龍神。白龍と雰囲気は異なるものの、似たような外見をしている。朔と出会い、心から愛し合って夫婦となったが、弁慶によって消滅させられてしまった。彼の残した逆鱗は平清盛が持っている。
朔のルートおよび朔に関わるイベントでのみ、人としての姿を見ることができる。

### 源氏
源頼朝（みなもと の よりとも）
声 - 石井康嗣
年齢：38歳。血液型：AB型。身長：183cm。象徴物：笹竜胆紋。イメージカラー：白。
源氏の棟梁であり、九郎（義経）の異母兄。冷たく厳しい性格。優れた統率能力を持っているものの、その思考は野心に満ちており、目的のためならいかなる手でも使う。
妻の政子に茶吉尼天が憑いていることを知った上で傍に置き、支え合っている。目的を成し遂げるために、自分を慕う弟をことごとく利用し、命を奪うことも辞さない。九郎一行の動向を知るべく、自分に逆らえない景時に命じ、秘密裏に連絡役を担わせている。
北条政子（ほうじょう まさこ）
声 - 川村万梨阿
出身：年齢：28歳。血液型：O型。身長：158cm。五行属性：土。象徴物：笹竜胆紋。イメージカラー：白。
源頼朝の妻で、深く愛する夫の野望を支える女性。穏やかだがどこか怖い印象を受ける。その身に人ならざる特別な力を持っているが、平時は内に秘め、優しく慈愛深く接する。
彼女に憑いている存在の正体は「茶吉尼天」という異国の神。生けるものを「食べ」て自らの力とする。茶吉尼天は、討ち払われた外国から逃げた先の日本で、北条家の令嬢である政子に憑き同化した。
運命の迷宮において、彼女に憑いていた茶吉尼天が現代へと時空を跳躍し、混乱を巻き起こし、最終的には主人公の体を自らの器とすべく乗っ取ろうとした。

### 平家
平清盛（たいら の きよもり）
声 - 浅川悠
平家の棟梁。子供の姿で怨霊として蘇り、その際に強大な力を得た。身内には鷹揚だが、時折感情的になり癇癪を起こす。
平知盛（たいら の とももり）
声 - 浜田賢二
誕生日：9月23日。年齢：25歳。血液型：B型。身長：183cm。五行属性：金。象徴物：赤い芥子。イメージカラー：猩猩緋。武器：二刀流の剣
怨霊が多い平家武将の中で、数少ない生身の人間。退廃的な雰囲気の平家の武将で、新中納言と呼ばれる。戦の高揚感を好み、自ら戦場に赴く主人公の剣技に心惹かれ、興味を示し執着する。非戦闘時は気だるそうで、何に関してもあまりやる気が窺えず、普段着も着崩している。
十六夜記においてのみ、恋愛対象として攻略可能。また運命の迷宮でも、選択肢によっては一夜限り会うことができる。
平経正（たいら の つねまさ）
声 - 花輪英司
平敦盛の兄。穏やかで優しい性格。平家の将ではあるが、できれば戦いは避けたいと思っており、誰よりも強く和議を望む平和主義者。弟の敦盛同様、彼も楽を愛でている。彼は琵琶を演奏し、琵琶の名は「青山」。戦闘時は杖を使う。
平家に作られた怨霊。弟の敦盛を心配する思いが、この世に執着する原因となった。ただ、惟盛のように生前と性格が変わったり、暴走することはない。
平惟盛（たいら の これもり）
声 - 松田佑貴
平家の将。滅びを美しいと感じ、その美学を体現するためには手段を選ばない残忍さを持つ。戦闘時は常に持っている杓で突いてくる。また「鉄鼠」（てっそ）という怨霊の動物を従えている。常に着用している冠に花を飾っている。
平家に作られた怨霊。生前は作中と異なり、穏やかな性格で人と接し花を愛でる、優しい公達だった。
平忠度（たいら の ただのり）
声 - 内田直哉
平家の将。厳格で一本気な人物。戦闘では日本刀を使用。武家としての平家に誇りを持っている。
二位ノ尼（にいのあま）
声 - 野沢由香里
平家の棟梁・平清盛の妻。本名は平時子。出家して尼となっているため尼御前（あまごぜ）とも呼ばれる。
安徳天皇（あんとくてんのう）
声 - 遠藤綾
2歳のときに帝位を継いだ少年。京にも天皇は別に存在するが、平家は彼を天皇と仰いでいる。

### 十六夜記の登場人物
銀（しろがね）
声 - 浜田賢二
誕生日：9月24日。年齢：24歳。血液型：B型。身長：183cm。五行属性：金。象徴物：白い芥子。イメージカラー：銀色（しろがねいろ）。武器：方天戟。
記憶をなくし、奥州平泉の藤原泰衡の下で郎党として仕えている。控えめで気品があり、洗練された青年。泰衡の命により、白龍の神子である主人公に付き従う。髪の色や背丈、顔立ちなど、平家の将・平知盛によく似ている。
正体は、平知盛の弟である平重衡で、固有の恋愛イベントでのみ記憶を取り戻す。また、他のルートで彼の素性が判明する描写はない。
率直な言動が特徴で、弁慶やヒノエに負けず劣らずの甘い台詞も平然と言ってのけ、周囲を驚かせる。
十六夜記においてのみ、恋愛対象として攻略可能。また運命の迷宮でも、知盛同様、選択肢によっては一夜限り会うことができる。
藤原泰衡（ふじわら の やすひら）
声 - 鳥海浩輔
年齢：22歳。血液型：B型。身長：180cm。五行属性：水。象徴物：下がり藤。イメージカラー：金・黒。
秀衡の息子で、奥州藤原氏の総領。銀の主で九郎の友人でもある。眼光鋭く、合理的で怜悧な青年。常に眉間に皺を寄せ、稀に見せる微笑みも皮肉の色が濃い。白龍の神子である主人公に慇懃に接するが、突き放すような言動を取ることもある。陰陽道に通じ、呪術的なことにも造詣が深い。
攻略キャラクターではないが、十六夜記では、特定キャラのルートから短く派生するかたちで、主人公と行動を共にするEDがある。
（2017年発売Vita版リメイクソフト「遙かなる時空の中で3Ultimate」で攻略対象キャラクター（DLコンテンツ）に昇格。）
藤原秀衡（ふじわら の ひでひら）
声 - 室園丈裕
年齢：63歳。身長：175cm。象徴物：下がり藤。イメージカラー：黒・金。
奥州藤原氏の当主。泰衡の父。配下からは「御館（みたち）」という敬称で呼ばれる。懐の広い人物で、かつて九郎を平泉に匿っていた。九郎にとっては父親のような人物。鎌倉方に追われた主人公達を暖かく平泉に迎え入れる。一見すると強面で近寄り難い印象があるが、その性格は豪快にして気さく。情に篤く、頼りがいのある存在として信頼されている。
金（くがね）
泰衡の飼っている犬。犬種は日本犬。勝手に出歩いてしまうこともあるが、賢く命令に従う。九郎に拾われたためか、大変懐いている。
後白河法皇（ごしらかわほうおう）
声 - 藤本譲

### 運命の迷宮の登場人物
幻影（ファントム）
声 - 浅川悠
時折主人公の前に現れる、現実とも幻ともつかない儚い存在。全てを知るような謎めいた言葉を主人公に投げかけ、迷宮の扉を開く鍵となる結晶を渡す。
正体は、若き日の平清盛。前作までは敵としてのみ存在したが、本作では主人公達に攻撃を仕掛けるといった敵対行動はしない。

## 用語
ゲーム中に出典される独自の用語は遙かなる時空の中でシリーズ#用語の項目を参照。
龍の逆鱗
龍神の核となっているもの。これが無いと龍神は形を保てない。人型の時は喉仏にある。白龍の逆鱗は時空を移動する力、黒龍の逆鱗には怨霊を生み出す力がある。

## スタッフ
- 総括 - ルビー・パーティー（コーエー）
- キャラクターデザイン - 水野十子

## テレビアニメ

### 紅の月
キッズステーションにて、2007年12月28日に『遙かなる時空の中で3 紅の月』がスペシャル番組として放送された。全1話。

#### スタッフ
- 監督 - 篠原俊哉
- 脚本 - 山田由香
- キャラクターデザイン・総作画監督 - つなきあき
- 美術監督 - 柴田千佳子
- 色彩設計 - 有尾由紀子
- 撮影監督 - 松崎信也
- 編集 - 森田清次
- 音響監督 - 本田保則
- 音響製作 - アーツ・プロ
- 音楽 - 平野義久
- 音楽製作 - ナチュラルライン
- プロデューサー - 能勢裕子、結城浩子
- アニメーション製作 - ゆめ太カンパニー
- 企画・製作 - コーエー

#### 主題歌
オープニングテーマ「運命の月は紅」
作詞 - 田久保真見 / 作曲 - 中西亮輔 / 編曲：m-takeshi
歌 - ヒノエ（声：高橋直純）、武蔵坊弁慶（声：宮田幸季）、平敦盛（声：保志総一朗）
エンディングテーマ「逆風の時空にひとり」
作詞 - 田久保真見 / 作曲 - 飯塚昌明 / 編曲 - 津田孝平
歌 - 有川将臣（声：三木眞一郎）

### 終わりなき運命
AT-Xにて、2010年1月3日に「遙かなる時空の中で3」最後のアニメとして『遙かなる時空の中で3 終わりなき運命』が放送された。また、ストーリーは壇ノ浦の合戦を中心に展開された。

#### スタッフ
- 総監督・アニメーションキャラクターデザイン - つなきあき
- 監督 - きみやしげる
- 脚本 - 鷹村コージ
- 美術監督 - 柴田千佳子
- 色彩設計 - 有尾由紀子
- 撮影監督 - 松崎信也
- 編集 - 坪根健太郎
- 音楽 - 平野義久
- 音響監督 - 本田保則
- 音響制作 - アーツ・プロ
- 音楽制作 - ナチュラルナイン
- アニメーション制作 - ゆめ太カンパニー
- 企画・製作 - コーエー

#### 主題歌
オープニングテーマ「煌めきの月」
作詞 - 末永茉己 / 作曲・編曲 - 島崎貴光
歌 - ヒノエ（声：高橋直純） 、梶原景時（声：井上和彦）
エンディングテーマ「悠久の月光」
作詞 - 菊池操 / 作曲 - YUPA / 編曲 - 牧野信博
歌 - 有川将臣（声：三木眞一郎）、源九郎義経（声：関智一）
挿入歌「濁流のほとり 清流の淵」
作詞 - 森由里子 / 作曲・編曲 - 島崎貴光
歌 - 梶原景時（声：井上和彦）

## 関連商品

### CD
BGM集
遙かなる時空の中で3 オリジナル・サウンドトラック
ドラマCD
遙かなる時空の中で3 薄月夜一 〜黎明の章〜
遙かなる時空の中で3 薄月夜二 〜黄昏の章〜
ヴォーカル・バラエティCD
遙かなる時空の中で3 ありあけの歌
遙かなる時空の中で3 十六夜記 月のしずく
遙かなる時空の中で3 花月の宵
遙かなる時空の中で3 雪待月
遙かなる時空の中で3 朧月夜
遙かなる時空の中で3 紅の月 第一夜
遙かなる時空の中で3 紅の月 第二夜
遙かなる時空の中で3 紅の月 ヴォーカル・コレクション
遙かなる時空の中で3 with 十六夜記 愛蔵版 〜東雲月〜
遙かなる時空の中で3 〜終わりなき運命〜 ヴォーカル集 永訣の桜月

### 書籍
- 遙かなる時空の中で3 オフィシャルガイド
- 遙かなる時空の中で3 コンプリートガイド
- 遙かなる時空の中で3 エキスパートガイド
- 遙かなる時空の中で3 十六夜記 コンプリートガイド
- 遙かなる時空の中で3 神子真書
- 遙かなる時空の中で3 ビジュアルブック
- 遙かなる時空の中で3 十六夜記 ビジュアルブック
- 遙かなる時空の中で3 源平まるわかりBOOK
- 遙かなる時空の中で3 十六夜記 源平まるわかりBOOK
- 遙かなる時空の中で3 紅の月（GAMECITY文庫）

## 舞台

### 舞台「遙かなる時空の中で3」
2018年12月6日から10日にかけて東京・紀伊國屋サザンシアター TAKASHIMAYA、2018年12月14日から12月16日にかけて大阪・サンケイホールブリーゼにて、舞台「遙かなる時空の中で3」が公演された。舞台「遙かなる時空の中で3 再縁」として内容を改訂し一部キャストを変更した再演が2020年6月に東京と大阪で予定されていたが、新型コロナウィルス感染症の流行の影響を受け中止になった。「再録」は前述のとおり中止になったが、キャストを使用したグッズの通販は行われた。

#### キャスト（舞台・初演）
矢印の先は「再録」で予定されていたキャスト（変更なければ無し）
- 春日望美 - 吉川友
- 有川将臣 - 井上正大→小南光司
- 源九郎義経 - 早乙女友貴→鐘ヶ江洸
- ヒノエ - 杉江大志
- 武蔵坊弁慶 - 石渡真修→正木郁
- 有川譲 - 千綿勇平
- 梶原景時 - 輝馬→君沢ユウキ
- 平敦盛 - 星元裕月→古賀瑠
- リズヴァーン - 村上幸平
- 梶原朔 - 野本ほたる
- 白龍 - 稲垣成弥→小谷嘉一
- 平知盛 - 中村誠治郎（特別出演）
- アンサンブル（初期） - 菅原健志、小笠原竜哉、北村海、久田悠貴、石上龍成、坂本和基、松田一希 ほか
- アンサンブル（再録） - 菅原健志、細川晃弘、白崎誠也、小笠原竜哉、坂本和基、菅野慶太

#### スタッフ（舞台・初演）
- 原作 - コーエーテクモゲームス
- 脚本 - 坪田文
- 演出 - 西森英行（Innocent Sphere）
- 音楽 - 片山修志（Team-MAX）
- 美術 - 松本わかこ
- 照明 - 大波多秀起
- 音響 - 門田圭介
- 映像 - ワタナベカズキ+CO2
- 衣装 - 小野涼子
- ヘアメイク - 工藤聡美
- 殺陣 - 六本木康弘
- 演出助手 - 郷田拓実
- 舞台監督 - 西廣奏
- 宣伝美術 - 細見龍司
- 宣伝写真 - 角田勇太
- 主催・企画・制作 - オデッセー

### 舞台「遙かなる時空の中で3 十六夜記」
2021年1月22日から31日（26日のみ休演日）にかけて東京・サンシャイン劇場にて、舞台「遙かなる時空の中で3 十六夜記」が公演された。大阪公演も予定されていたが、新型コロナウイルス感染症の感染拡大の状況を受け中止となっている。

#### キャスト（舞台・十六夜記）
- 春日望美 - 吉川友
- 有川将臣 - 伊勢大貴
- 源九郎義経 - 鐘ヶ江洸
- ヒノエ - 杉江大志
- 武蔵坊弁慶 - 大原海輝
- 有川譲 - 千綿勇平
- 梶原景時 - 君沢ユウキ
- 平敦盛 - 古賀瑠
- リズヴァーン - 新田健太
- 梶原朔 - 野本ほたる
- 白龍 - 小谷嘉一
- 北条政子 - 幸田彩加
- 藤原泰衡 - 和合真一
- 銀／平知盛(二役) - 中村誠治郎
- アンサンブル - 菅原健志、細川晃弘、寒川祥吾、坂本和基、菅野慶太、榮桃太郎

#### スタッフ（舞台・十六夜記）
- 原作 - 「遙かなる時空の中で３Ultimate」（コーエーテクモゲームス）
- 監修・製作協力 - ルビーパーティー
- 脚本 - 中島庸介（キ上の空論 / オフィス上の空）
- 脚色・演出 - 西森英行（Innocent Sphere）
- 音楽 - 片山修志、鈴木暁也（Team-MAX）
- 殺陣 - 六本木康弘
- 美術 - 松本わかこ
- 舞台監督 - 西廣奏
- 照明 - 大波多秀起
- 音響 - 門田圭介
- 映像 - ワタナベカズキ
- 衣装 - 小野涼子
- ヘアメイク - 工藤聡美
- 演出助手 - きまたまき
- 主催・企画・制作 - オデッセー

### 舞台「遙かなる時空の中で3 Ultimate」
上記にある、2020年6月に予定されていた『舞台「遙かなる時空の中で3 再縁」』と、2021年1月に上演した続編の『舞台「遙かなる時空の中で3 十六夜記」』の2本が、舞台『遙かなる時空の中で3 Ultimate』として交互に公演された。2023年4月23日から30日（23日は「再縁」が、24日は「十六夜記」がそれぞれ休演）にかけてこくみん共済 coop ホール／スペース・ゼロにて公演された。

#### キャスト（舞台・Ultimate）
- 白龍の神子 春日望美 - 渡辺みり愛
- 天の青龍 有川将臣 - 遊馬晃祐
- 地の青龍 源九郎義経 - 鐘ヶ江洸
- 天の朱雀 ヒノエ - 掛川僚太
- 地の朱雀 武蔵坊弁慶 - 服部武雄
- 天の白虎 有川譲 - 千綿勇平
- 地の白虎 梶原景時 - フクシノブキ
- 天の玄武 平敦盛 - 古賀瑠
- 地の玄武 リズヴァーン - 新田健太
- 黒龍の神子 梶原朔 - 野本ほたる
- 白龍 - 藤林泰也
- 北条政子 - 幸田彩加
- 藤原泰衡 - 和合真一
- 銀／平知盛(二役)  - 中村誠治郎
- アンサンブル - 瓦谷龍之、清水優志、田中翔大、平島由章、宮川康裕、山田大雅

#### スタッフ（舞台・Ultimate）
- 原作 - 『遙かなる時空の中で３Ultimate』（コーエーテクモゲームス）
- 監修・製作協力 - ルビーパーティー
- 脚本 - 【再縁】坪田文、【十六夜記】中島庸介（キ上の空論）
- 脚色・演出 - 【十六夜記】西森英行（Innocent Sphere）
- 音楽 - 片山修志、鈴木暁也（Team-MAX）
- 殺陣 - 新田健太
- 美術 - 松本わかこ
- 舞台監督 - 西廣奏
- 照明 - 大波多秀起
- 音響 - 門田圭介
- 映像 - ワタナベカズキ
- 衣装 - 小野涼子
- ヘアメイク - 工藤聡美
- 演出助手 - きまたまき
- 主催・企画・制作 - High-position